# Llac Village
El llac Village (en anglès: Village Lake), antigament llac Alcohol and Drug Abuse (en anglès: Alcohol and Drug Abuse Lake), és un embassament al comtat de Richland, Carolina del Sud, Estats Units d'Amèrica. La construcció de l'embassament es va acabar l'any 1973. Els 377.000 m² del llac es troben un afluent del riu Crane Creek.
Es creu que el llac porta el nom d'un lloc anomenat Morris Village, un centre de tractament residencial proper per a persones amb drogoaddicció. Abans de 2022, el seu propietari, el Departament de Salut Mental de Carolina del Sud, utilitzava el nom d'«estany de Morris Village», de vegades «estany Morris Village» o «llac Village». El 9 de juny de 2022, el llac va ser rebatejat oficialment com a «llac Village». Per la seva ubicació, està tancat i no obert al públic.